# 'Uliti Uata
'Uliti Uata (n. 24 de agosto de 1936) es un político tongano, perteneciente al Movimiento por los Derechos Humanos y la Democracia y al Partido Democrático de las Islas Amigas.

## Biografía
Inicialmente era un hombre de negocios, dirigía varias empresas, de rubros como "transbordadores inter-islas, almacén general, turismo y otros", hasta que ingresó a la política y se "despojó" de ellas para enfocarse en su nueva ocupación.
Uata fue elegido por primera vez a la Asamblea Legislativa de Tonga en 1975 y se desempeñó como representante Popular hasta 1980. Después de un descanso de la política, disputó las elecciones de 1993 y ganó la sede de Ha'apai. Ha sido reelegido en cada elección posterior.
En 2007, Uata fue uno de varios miembros del parlamento a favor de la democracia que fueron acusados de sedición por los discursos pronunciados antes de los disturbios de Nukualofa de 2006. Las acusaciones fueron desestimadas en septiembre de 2009.
Uata fue reelegido para un octavo mandato en las elecciones generales de 2010, para el nuevo distrito electoral de Ha'apai 13 y fue nombrado Ministro de Salud el 25 de enero de 2011, luego de la renuncia de Akilisi Pohiva. A fines de junio de 2012, Uata, junto con otros dos ministros, renunció al Gabinete para apoyar una moción de no censura presentada por su partido (DPFI) contra el gobierno. Fue sucedido como Ministro de Salud por Lord Tuʻiʻafitu .